# Elek

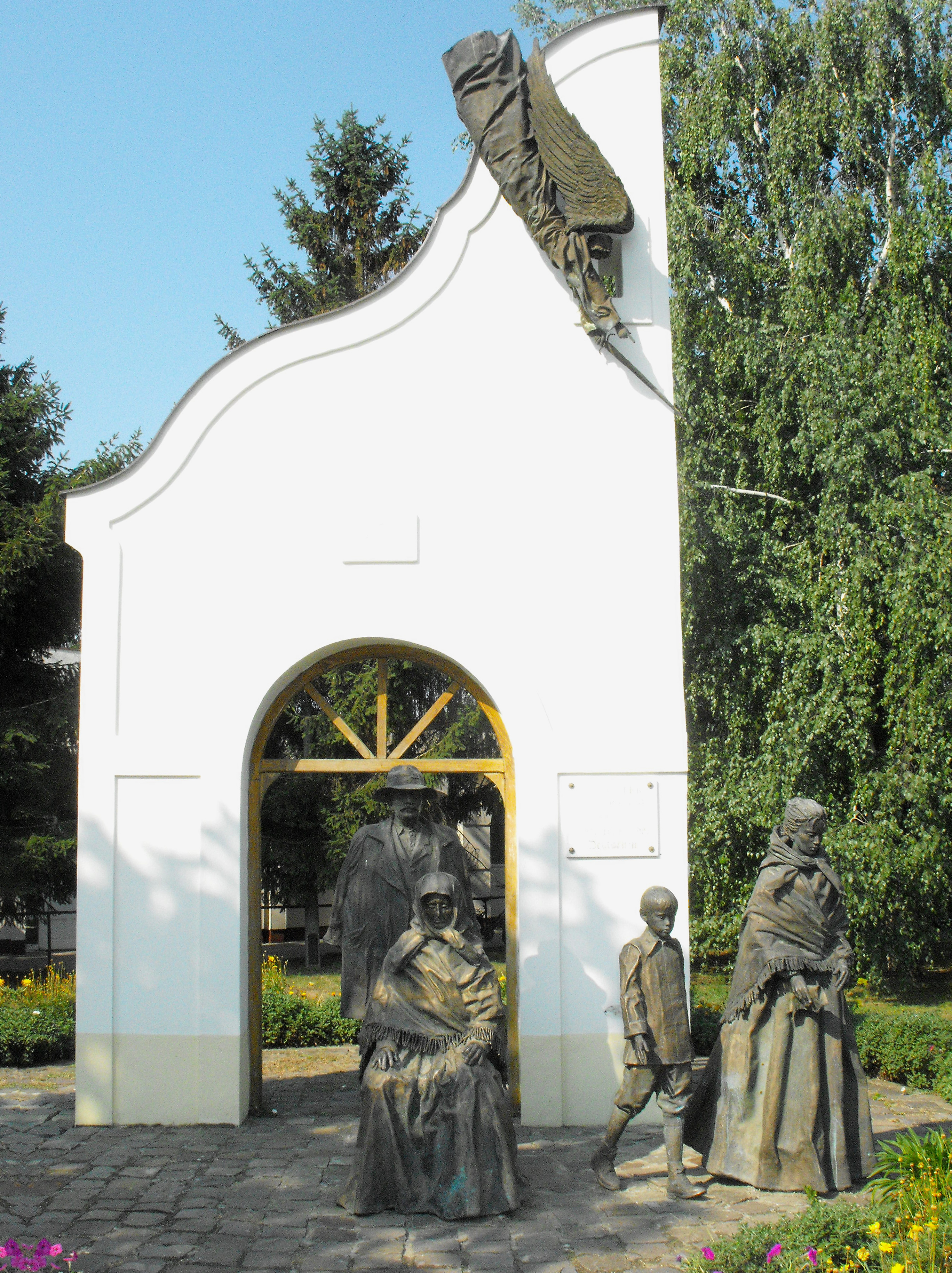
Monument till minne av tyskar som deporterades från Polen efter andra världskriget.

Elek är en mindre stad i Ungern.

## Befolkningsutveckling
| År   | Invånare |
| ---- | -------- |
| 1800 | 1.200    |
| 1835 | 2.500    |
| 1890 | 5.700    |
| 1930 | 8.400    |
| 1940 | 9.300    |
| 2000 | 5.500    |
|      |          |

## Vänort
- Alerheim, Tyskland
- Gerolzhofen, Tyskland
- Laudenbach, Tyskland
- Leimen, Tyskland
- Grăniceri, Rumänien
- Sebiş, Rumänien
- Veľké Kapušany, Slovakien